# 白尾鰭雀鯛
白尾鰭雀鯛（學名：Pomacentrus albicaudatus），是輻鰭魚綱鱸形目雀鯛科雀鯛屬的其中一種，分布於西印度洋紅海海域，深度1至12公尺，本魚體呈卵圓形且側扁，頭部及背部密布亮藍色小點，體色深棕色至深灰色，鰓蓋上有一黑色圓斑，尾鰭為白色，背鰭硬棘13枚、背鰭軟條14-15枚、臀鰭硬棘2枚、 臀鰭軟條15-16枚，體長可達10.2公分，棲息在沿岸珊瑚礁區，以浮游生物為食，繁殖期時成對出現，雄魚會守護卵直到孵化，生活習性不明。